# Зелёная черепаха
Зелёная черепаха, или зелёная морская черепаха, или супова́я черепа́ха (лат. Chelonia mydas), — вид морских черепах, единственный современный представитель рода зелёных черепах, или суповых черепах (Chelonia). Ранее в этот род включалась также австралийская зелёная черепаха, в настоящее время выделенная в род Natator.

## Описание вида
Ареал зелёной черепахи включает тропические и субтропические районы мирового океана, особенно распространена в водах Атлантического и Тихого океанов.
Зелёная черепаха — крупная, длина панциря от 80 до 150 см, масса — от 70 до 200 кг, очень редко достигает длины 200 см и массы 400—500 кг.
Несмотря на название, окраска зелёной черепахи сверху не только оливково-зелёная, но и часто тёмно-коричневая, с желтоватыми и белыми пятнами и полосами.
Первые годы жизни зелёная черепаха проводит в открытом океане, питаясь в это время медузами и другими морскими животными. Со временем она меняет место обитания, перемещаясь ближе к берегу и постепенно переходя на растительную пищу.

## Подвиды
- Атлантическая зелёная черепаха — Chelonia mydas mydas, от Азорских островов до юга Африки[7], иногда встречаются вплоть до Ла-Манша.
- Восточная (тихоокеанская) зелёная черепаха — Chelonia mydas agassizii, вдоль побережий и у островов Океании.

## Значение для человека
Мясо и яйца зелёной черепахи традиционно использовались в пищу, что привело к значительному сокращению численности этого вида. В настоящее время в большинстве стран охота на черепах запрещена.